# .416 Ruger
El .416 Ruger es un cartucho de fuego central para rifle calibre .41 (10.4 mm), diseñado con fines de caza mayor de animales peligrosos, por Hornady y Ruger en conjunto con el objetivo de igualar las prestaciones del 416 Rigby y 416 Remington magnum pero para ser alimentado en un mecanismo de acción de longitud estándar, similar a la usada para el .30-06 Springfield, y que este calibre pueda ser usado en el mecanismo estándar del Ruger M77 Hawkeye. Al igual que el 375 Ruger, el 416 Ruger es recomendable para cazar animales grandes y peligrosos.

## Descripción
El cartucho está desarrollado a partir del casquillo del .375 Ruger, al que se le expandió el cuello para permitir alojar una bala de 0.416 pulgadas (10.6 mm ). Esté diseñado como calibre de caza mayor de animales peligrosos , particularmente para ser usado en Alaska y África. El .416 Ruger duplica el rendimiento del .416 Rigby y el .416 Remington Magnum. Los 3 cartuchos disparan balas de 400 granos (26 g) a 2,400 pies por segundo (730 m/s) generando 5,115 pies libras de energía. Aun así, a diferencia del .416 Remington Magnum o del .416 Rigby, el .416 Ruger puede ser alimentado en una acción de longitud estándar al tener una longitud máxima de 3.34 pulgadas, similar al del 300 Winchester Magnum. El cartucho tiene el mismo diámetro de un belted magnum  pero sin el cinturón, proporcionándole una mayor capacidad de carga de pólvora que el de otro cartucho de la familia de los belted magnum, de la misma longitud. 
Actualmente el Ruger M77 Hawkeye "africano" y en el "guide gun" de la guía, además de los rifles alemanes Krieghoff . Actualmente no existe otro fabricante que produzca rifles en este cartucho. La munición es disponible de Hornady y Buffalo Bore.